# Paradise (Utah)
Paradise és una població dels Estats Units a l'estat de Utah. Segons el cens del 2000 tenia 759 habitants.

## Demografia
Segons el cens del 2000, Paradise tenia 759 habitants, 217 habitatges, i 179 famílies. La densitat de població era de 264 habitants per km².
Dels 217 habitatges en un 49,3% hi vivien nens de menys de 18 anys, en un 77,9% hi vivien parelles casades, en un 4,1% dones solteres, i en un 17,5% no eren unitats familiars. En el 16,6% dels habitatges hi vivien persones soles el 8,8% de les quals corresponia a persones de 65 anys o més que vivien soles. El nombre mitjà de persones vivint en cada habitatge era de 3,5 i el nombre mitjà de persones que vivien en cada família era de 3,98.
Per edats la població es repartia de la següent manera: un 36% tenia menys de 18 anys, un 11,1% entre 18 i 24, un 25,8% entre 25 i 44, un 19,9% de 45 a 60 i un 7,2% 65 anys o més.
L'edat mediana era de 28 anys. Per cada 100 dones de 18 o més anys hi havia 101,7 homes.
La renda mediana per habitatge era de 47.344 $ i la renda mediana per família de 54.375 $. Els homes tenien una renda mediana de 34.821 $ mentre que les dones 22.396 $. La renda per capita de la població era de 14.679 $. Entorn del 3,6% de les famílies i el 6,1% de la població estaven per davall del llindar de pobresa.

## Poblacions més properes
El següent diagrama mostra les poblacions més properes.